# Stoomtramweg Maatschappij West Friesland
De nv Stoomtramweg Maatschappij "West Friesland" (SMWF) was een stoomtrambedrijf in Hoorn van 1892 tot 1909.

## Geschiedenis
Het bedrijf werd opgericht op 25 juni 1892 met als doel het aanleggen van een tramlijn tussen Wognum en Schagen. De tramlijn werd geopend op 30 oktober 1898. Aanvankelijk wilde de SMWF de exploitatie door de Hollandsche IJzeren Spoorweg-Maatschappij (HSM) laten uitvoeren, maar de HSM voelde daar niet voor. Wel mocht de SMWF de HSM stations op de eindpunten Wognum en Schagen medegebruiken. Wegens tegenvallende resultaten richtte de SMWF zich wederom tot de HSM die in januari 1905 alle aandelen al renteloos voorschot over nam. Op 1 februari 1909 werd de exploitatie volledig door de HSM overgenomen, die de trams in Wognum liet doorrijden naar Hoorn.
Voor de exploitatie beschikte de SMWF over een drietal locomotieven 1-3 gebouwd door Backer & Rueb en diverse rijtuigen en goederenwagens gebouwd door Werkspoor, dat in 1909 ook overging naar de HSM.